# Grevillea angulata
Grevillea angulata är en tvåhjärtbladig växtart som beskrevs av Robert Brown. Grevillea angulata ingår i släktet Grevillea och familjen Proteaceae. Inga underarter finns listade i Catalogue of Life.